# Mühlhausen, Mittelfranken
Mühlhausen är en köping (Markt) i Landkreis Erlangen-Höchstadt i Regierungsbezirk Mittelfranken i förbundslandet Bayern i Tyskland.
Köpingen ingår i kommunalförbundet Höchstadt an der Aisch tillsammans med köpingarna  Lonnerstadt och Vestenbergsgreuth samt kommunen Gremsdorf.